# دیورتیکولوز

یماری دیورتیکولی

دیورتیکولوز یا بیماری دیورتیکولی به معنی وجود چندین دیورتیکول در کولون است. این دیورتیکول‌ها بیرون‌زدگی‌هایی هستند که در محل‌های ضعف لایهٔ عضلانی روده ایجاد می‌شوند و شامل مخاط و زیرمخاط کولون می‌باشند. در کولون سیگموئید که فشار داخل روده‌ای بالاتر است، دیورتیکول‌های بیشتری دیده می‌شوند. پیش از چهل‌سالگی، این حالت غیرمعمول است، اما پس از آن همپای افزایش سن فراوانتر می‌شود به آن اندازه که به‌طور تخمینی بیش از نیمی از افراد بالای ۵۰ سال دیورتیکول کولون دارند.

## شکایت‌ها و نشانه‌ها
بیشتر کسانی که دچار دیورتیکولوز ساده (یعنی بدون عارضه) هستند، بی‌علامت می‌مانند. اما ممکن است درد و حساسیت در ناحیه مبتلا وجود داشته باشد. دیده شده که بعضی از بیماران از شکایت‌هایی مثل درد انقباضی (کرامپی)، نفخ، دفع گاز و نامنظمی دفع مدفوع شکایت کنند، اما معلوم نیست که این شکایت‌ها واقعاً به علت دیورتیکولوز است یا سندرم روده تحریک‌پذیر همراه.
معمولا دیورتیکولوز عارضه‌دار نمی‌شود، اما اگر بشود خطرناک است. عوارض شامل خونریزی، عفونت و سوراخ شدن می‌باشد. خونریزی آهسته ممکن است به کم‌خونی و خونریزی سریع به رکتوراژی (خونریزی از راه مقعد) منجر شود. عفونت دیورتیکول‌ها و ایجاد آبسه بدنبال آن، دیورتیکولیت و آبسه پارادیورتیکولر نامیده می‌شود. دیورتیکولیتی که به صفاق تخلیه شود ممکن است باعث پریتونیت حاد گردد که عارضه وخیم و خطرناکی است. اگر بخش دچار التهاب دیورتیکول ملتهب کنار احشاء داخل شکم قرار بگیرد، ممکن است به ساختمان‌های مجاور فیستول بدهد ( مثلاً فیستول کولون به واژن (کولوواژینال) یا کولون به مثانه (کولووزیکال)). اگر دیورتیکول ملتهب به صفاق سر باز کند، معمولاً باعث پریتونیت می‌شود، اما اگر بدن بتواند آن را در صفاق محدود کند و پخش نشود، آبسه پارادیورتیکولر ایجاد می‌شود .

## عوامل مستعد کننده
نقش کمبود فیبر در غذا، نظریه‌ای است که بیش از همه مورد پذیرش قرار گرفته‌است. کمبود فیبر منجر به یبوست مزمن و حجم کم مدفوع می‌شود که باعث خواهد شد هنگام دفع، فشار داخل کولون خیلی بالا برود و کشش زیادی در دیواره ایجاد گردد. در ضعیف‌ترین محل دیواره که ناحیه تنیاکولی روده بزرگ است (یعنی قسمت نوار مانندی که روی روده بزرگ قرار گرفته)، سرخرگ‌های روده به صورت عمودی وارد مخاط می‌شوند که محتمل‌ترین محل برای ایجاد دیورتیکول است.
افزایش سن، باعث ضعیف شدن عضلات دیواره روده و کاهش قدرت کش‌سانی دیواره می‌شود که از عوامل مستعدکننده بیماری دیورتیکولی است. جدای از دو عامل بالا رفتن سن و کمبود فیبر در غذا، عوامل دیگری مانند استعداد ژنتیکی 
و حضور بیماری‌های بافت همبند مثل سندرم مارفان  یا اهلرز-دنلوس  مطرح شده‌اند که اهمیت کمتری دارند.
جالب است بدانیم دکتر بورکیت ( جراح معروف انگلیسی ) که لنفوم بورکیت به افتخار او نامگذاری شده، اصرار داشت که وضعیت نشستن چمباتمه هنگام دفع در مقایسه با نشستن بر سر توالت فرنگی، باعث کاهش فراوانی بیماری دیورتیکولی می‌شود .

## تشخیص
معمولاً درمواقعی که دیورتیکولوز بی‌عارضه وجود دارد، تشخیص بیماری اتفاقی است و در هنگام بررسی بیماری‌های دیگر اتفاق می‌افتد. ممکن است اشعه ایکس ساده شکم نشان دهد که دیواره روده کلفت شده، حرکات دودی روده مختل گشته (ایلئوس) دفع مدفوع دچار یبوست گردیده ویا در موارد سوراخ‌شدگی هوای آزاد در محوطه شکمی وجود دارد. با عکس ساده شکم نمی‌توان تشخیص قطعی برای دیورتیکولوز گذاشت و سی تی اسکن با ماده حاجب روش تشخیصی انتخابی در موارد حاد دیورتیکولیت (التهاب دیورتیکول) و موارد دیگر عارضه‌دار می‌باشد. کولونوسکوپی برای اثبات وجود دیورتیکول و رد بدخیمی‌ها لازم است. ۴ الی ۶ هفته بعد از یک حمله حاد، بایدکولونوسکوپی انجام شود. تنقیه باریم، نسبت به کولونوسکوپی دقت کمتری دارد و تنها در مواقعی انجام می‌شود که بیمار دچار چسبندگی روده یا کولون سیگموئید به صورت غیرعادی پیچ در پیچ باشد. با وجود اینکه MRI تصویر خوبی از بافت نرم می‌دهد، اما با توجه به گران بودن، از نظر هزینه- فایده، کاربرد آن توجیه‌پذیر نیست. لازم به ذکر است که هم تنقیه باریم و هم کولونوسکوپی در فاز حاد التهاب دیورتیکول (یعنی دیورتیکولیت) ممنوع هستند و استفاده از ماده حاجب باریمی ممکن است به ملتهب شدن صفاق منجر شود؛ روش تشخیص انتخابی دیورتیکولیت، CT اسکن با ماده حاجب است.

## درمان
بسیاری از افراد مبتلا به دیورتیکولوز، یا اصلاً هیچ شکایتی ندارند یا شکایت‌هایشان بسیار کم است ؛ برای این عده هیچ درمانی لازم نیست و تنها برای پیشگیری از یبوست می‌توان توصیه به مصرف بیشتر غذای فیبردار نمود . انجمن تغذیه آمریکا در این موارد توصیه به مصرف ۲۰ تا ۳۵ گرم فیبر در روز می‌کند. مثلاً سبوس گندم برای کاهش فشار داخل روده بسیار مناسب است . ویا ۲ گرم بارهنگ در روز مؤثر بنظر می‌رسد . هنگامی که درد انقباضی شکم بیمار را اذیت کند، استفاده از عرق نعناع ممکن است درد بیمار را آرام کند . اگر دیورتیکولوز عارضه‌دار بشود، مشکل مهمی پیش آمده که باید متخصص جراحی یا گوارش به درمان آن بپردازد . به درمان عوارض   
دیورتیکولوز در مبحث دیورتیکولیت پرداخته شده‌است .